# Jeff Campbell (Wasserballspieler)
Jeffrey Guy Campbell (* 2. Oktober 1962 in Salt Lake City, Utah) ist ein ehemaliger Wasserballspieler aus den Vereinigten Staaten. Er gewann eine olympische Silbermedaille sowie je einmal Gold und Silber bei Panamerikanischen Spielen.

## Karriere
Der 1,93 Meter große Jeff Campbell spielte mit der Nationalmannschaft der Vereinigten Staaten bei der Weltmeisterschaft 1986 in Madrid. Die Mannschaft belegte den vierten Platz hinter den Teams aus Jugoslawien, Italien und der Sowjetunion. Im Jahr darauf siegte das US-Team bei den Panamerikanischen Spielen in Indianapolis vor Kuba und Brasilien. Bei den Olympischen Spielen 1988 in Seoul erreichte die Mannschaft aus den Vereinigten Staaten trotz eines 7:6-Sieges über Jugoslawien in der Auftaktpartie der Vorrunde das Halbfinale nur als Gruppenzweite hinter den Jugoslawen. Nach einem 8:7 im Halbfinale gegen die Mannschaft aus der Sowjetunion verloren die Amerikaner das Finale mit 7:9 gegen die Jugoslawen. Campbell warf seinen einzigen Treffer im Vorrundenspiel gegen Spanien.
Im Januar 1991 bei der Weltmeisterschaft in Perth gewann das US-Team seine Vorrundengruppe und belegte in der Zwischenrunde den zweiten Platz hinter den Ungarn, wobei der direkte Vergleich 9:9 ausging. Nach der Halbfinalniederlage gegen Jugoslawien traf das US-Team im Spiel um den dritten Platz erneut auf die Ungarn und verlor 12:13. Im August 1991 fanden in Havanna die Panamerikanischen Spiel statt. Im Finale unterlag das US-Team den Kubanern. Im Jahr darauf bei den Olympischen Spielen 1992 in Barcelona belegte das US-Team in der Vorrunde den zweiten Platz hinter dem Vereinten Team aus der GUS. Nach einer 4:6-Niederlage gegen Spanien im Halbfinale traten das US-Team und das Vereinte Team im Spiel um den dritten Platz wieder gegeneinander an und die  Mannschaft aus den Vereinigten Staaten verlor mit 4:8. Jeff Campbell erzielte im Turnier je ein Tor gegen Australien und Deutschland.
Jeff Campbell besuchte zunächst die University High School in Irvine und dann die University of California, Irvine. 1982 gewann er die Collegemeisterschaft der Vereinigten Staaten. Von 1981 bis 1992 spielte er im Verein bei der Newport Water Polo Foundation.
Jeff Campbell ist der Bruder des Wasserballspielers Peter Campbell.